# Johannes de Spira
Johannes de Spira (* in Speyer; † 1469 oder 1470 in Venedig, auch bekannt als Johannes aus Speyer) war der erste Buchdrucker in Venedig. Der Druck antiker Schriften legten einen wichtigen Grundstein für den Renaissance-Humanismus.

## Werdegang
Spira stammte aus Speyer, sein Familienname ist unbekannt. Er war möglicherweise Goldschmied von Beruf und ein vermögender Mann in Venedig. 1469 richtete er dort eine Druckwerkstatt ein und druckte zweimal Ciceros Epistolae ad familiares in einer Auflage von je 300 Exemplaren. Danach ersuchte er den Rat um Erteilung eines Privilegs und erhielt dieses am 18. September 1469 für die Dauer von fünf Jahren. Nach dem Druck der Naturgeschichte von Plinius sollte das Werk De civitate dei von Augustinus folgen. Der Druck konnte jedoch nur von seinem Bruder Wendelinus de Spira vollendet werden, der in der Schlussschrift den plötzlichen Tod seines Bruders mitteilte.
Johannes heiratete die verwitwete Tochter eines Italieners und hatte einen Sohn und eine Tochter.

## Von Spira gedruckte Werke
- Cicero: Epistolae ad familiares. 2 Auflagen, Venedig 1469.[1]
- Plinius: Naturalis Historia. Venedig 1469.[2]
- Augustinus: De civitate dei., Venedig 1470 – durch den Bruder vollendet.[3]